# سارا چرچول
سارا بارتلت چرچول (به انگلیسی: Sarah Bartlett Churchwell؛ زادهٔ ۲۷ مهٔ ۱۹۷۰) استاد ادبیات آمریکا و علوم انسانی در دانشکده مطالعات پیشرفته، دانشگاه لندن، بریتانیا است. تخصص او در ادبیات آمریکا و تاریخ فرهنگی در سدهٔ بیستم و بیست و یکم، به ویژه دهه‌های ۱۹۲۰ و ۱۹۳۰ است. او در تلویزیون و رادیوی بریتانیا حضور یافته‌است و داوری برای جوایز بوکر، ساموئل جانسون، ادبیات داستانی زنان و دیوید کوهن بوده‌است. او مدیر جشنوارهٔ انسان بودن و پدیدآورندهٔ سه کتاب زندگی بسیار مریلین مونرو، مردم بی‌اهمیت: قتل، ضرب‌وشتم و خلق گتسبی بزرگ و اینک آمریکا: نخست تاریخ آمریکا و رؤیای آمریکایی است. در آوریل ۲۰۲۱، او برای مدتی طولانی برای جایزه جرج اورول فهرست شده بود.

## اوایل زندگی
چرچول در وینتکا نزدیک شیکاگو، ایلینوی بزرگ شد. او مدرک بی‌ای خود در ادبیات انگلیسی را از کالج واسر و مدارک کارشناسی ارشد و پی‌اچ‌دی در ادبیات انگلیسی و آمریکایی را از دانشگاه پرینستون دریافت کرد.

## حرفه
چرچول از ۱۹۹۹ تا ۲۰۱۵ در دانشگاه ایست آنگلیا سخنرانی می‌کرد، زمانی که او استاد ادبیات آمریکا و علوم انسانی و مدیر جشنوارهٔ انسان بودن در دانشکده مطالعات پیشرفته دانشگاه لندن شد.
او برای نقد کتاب نیویورک، نقد کتاب نیویورک تایمز، ضمیمهٔ ادبی تایمز، اسپکتیتور، نیو استیتسمن، گاردین، آبزرور، فایننشال تایمز، پراسپکت، تایمز، ساندی تایمز، دیلی تلگراف، ایندیپندنت، ایندیپندنت یکشنبه و همچنین روزنامه‌های جهانی از جمله: زوددویچه تسایتونگ، بلاتر، تایمز هند، هندوستان تایمز و خیلی مجلات دیگر نوشته‌است.
از کتاب‌های وی می‌توان به زندگی بسیار مریلین مونرو (۲۰۰۴)؛ و مردم بی‌اهمیت: قتل، ضرب‌وشتم و خلق گتسبی بزرگ (۲۰۱۳) دربارهٔ اف. اسکات فیتزجرالد اشاره کرد.
از حضور وی در تلویزیون می‌توان به نیوزنایت، وقت پرسش، ریویو شو، شارپ اند همراه کلایو آندرسون، سی-سپن، نمایش امروز (ان‌بی‌سی)، برنامهٔ زندهٔ سیاست بی‌بی‌سی، برنامهٔ زندهٔ یکشنبه، این هفته، اسکای نیوز، صبحانه با بی‌بی‌سی، سینما شو، برنامهٔ یکشنبه، این صبح با آی‌تی‌وی، نمایش فرهنگ، کلکسیون دی‌وی‌دی و پیش از کتاب‌دار اشاره کرد. او در ساخت مستندهای زیادی مشارکت کرده‌است، از جمله رمان‌هایی که جهان ما را شکل دادند (۲۰۱۹) ساختهٔ بی‌بی‌سی دو، آیکون‌ها، همراه کاتلین ترنر (۲۰۱۹)، شاهکارهای تکمیل‌نشده (۲۰۱۴)، تی. اس. الیوت از آرینا، قوانین فیلم نوآر، شاعران بزرگ: به قول خودشان و فیلم بلند با عشق، مریلین (d: Liz Garbus, 2012).
از جمله حضور وی در رادیو می‌توان به برنامهٔ امروز، ردیف جلویی، سؤالی هست، ساعتی برای زن، نمایش جرمی واین، خدمات جهانی بی‌بی‌سی، برنامهٔ زندهٔ رادیو پنج، فعل، جهان آزاد، رادیوی ۳ بی‌بی‌سی تفکر آزاد، رادیوی ۳ بی‌بی‌سی انشاها، رادیوی ۴ بی‌بی‌سی در زمان ما، زندگی‌های بزرگ و خیلی‌های دیگر اشاره کرد. او نوشت و تقدیم مستندهای رادیوی ۴ بر هنری جیمز، رؤیای آمریکایی و نخست آمریکا، گتسبی بزرگ، وقتی هری سالی را دید، و انشاهای رادیوی ۳ بر ایزدبانوان صفحهٔ نمایش (۲۰۱۷) و خدایان صفحهٔ نمایش (۲۰۱۹) کرد.
چرچول یکی از داوران جایزه بوکر ۲۰۱۴، جایزهٔ بیلی گیفورد ۲۰۱۷ و جایزهٔ ۲۰۱۹ داستان کوتاه ساندی تایمز بود.
او در ۲۰۱۵ در مرکز اکلس برای مطالعات آمریکایی نویسنده در رزیدنس بود.

## آثار
- زندگی بسیار مریلین مونرو. پیکادور، ۲۰۰۵. شابک ‎۰-۳۱۲-۴۲۵۶۵-۱.
- مردم بی‌اهمیت: قتل، ضرب‌وشتم و خلق گتسبی بزرگ. لیتل، شرکت محدود گروه براون بوک، ۲۰۱۳. شابک ‎۱-۸۴۴۰۸-۷۶۷-۰.
- اینک آمریکا: نخست تاریخ آمریکا و رؤیای آمریکایی. بلومزبری، ۲۰۱۸. شابک ‎۹۷۸-۱-۴۰۸۸-۹۴۸۰-۴.
- خشم به آمدن: رفتن با باد و دروغ‌هایی که آمریکا گفت. آپولون پابلیشینگ اینترنشنال، ۲۰۲۲. شابک ‎۹۷۸-۱-۷۸۹۵-۴۲۹۸-۱.

### جلدهای ویرایش‌شده
- فیتزجرالد فراموش‌شده: پژواک‌های یک آمریکای گمشده. (لندن: ویراگو، اکتبر ۲۰۱۴). شابک ‎۹۷۸-۰-۳۴۹-۱۴۰۲۶-۱.
- باید خوانده شود: کشف دوبارهٔ پرفروش‌ترین کتاب‌های آمریکایی، هم‌ویرایشی با توماس رایس اسمیت. (نیویورک: بلومزبری آکادمیک، ۲۰۱۲). شابک ‎۹۷۸-۱-۴۴۱۱-۶۲۱۶-۸.
- مقدمه‌ای بر ال. فرانک بام، جادوگر شهر اوز (لندن: پان مک‌میلن، ۲۰۱۸).
- مقدمه‌ای بر هنری جیمز، سفیرها (لندن: اوری‌من، ۲۰۱۶).
- مقدمه‌ای بر آیریس مرداک، دریا، دریا و یک سر قطع‌شده (لندن: اوری‌من، فوریهٔ ۲۰۱۶). شابک ‎۹۷۸-۱-۸۴۱۵۹-۳۷۰-۸.
- مقدمه‌ای بر جولیان بارنز، طوطی فلوبر و تاریخچه‌ای از جهان در ۱۰ ½ جلد (لندن: اوری‌من، ۲۰۱۲). شابک ‎۹۷۸-۱-۸۴۱۵۹-۳۴۸-۷.
- مقدمه‌ای بر جیمز فنیمور کوپر، آخرین از موهیکن‌ها (لندن: فولیو سوسایتی، ۲۰۱۱).
- مقدمه‌ای بر اسب رنگ‌پریده، سوارکار رنگ‌پریده: داستان‌های برگزیدهٔ کاترین آن پورتر (لندن: پنگوئن بوکس، ۲۰۱۱). شابک ‎۹۷۸-۰-۱۴-۱۱۹۵۳۱-۵.
- مقدمه‌ای بر جوجه‌های اردک و فلاسفه: داستان‌های گردآوری‌شدهٔ اف. اسکات فیتزجرالد. (لندن: پنگوئن بوکس، ۲۰۱۰). شابک ‎۹۷۸-۰-۱۴-۱۱۹۲۵۰-۵.